# Fiskelträsket
Fiskelträsket är en sjö i Bodens kommun i Norrbotten och ingår i Råneälvens huvudavrinningsområde. Sjön har en area på 0,306 kvadratkilometer och ligger 164 meter över havet.

## Delavrinningsområde
Fiskelträsket ingår i det delavrinningsområde (736266-177869) som SMHI kallar för Inloppet i Storträsket. Medelhöjden är 207 meter över havet och ytan är 26,34 kvadratkilometer. Det finns inga avrinningsområden uppströms utan avrinningsområdet är högsta punkten. Mörtträskbäcken (Remån) som avvattnar avrinningsområdet har biflödesordning 3, vilket innebär att vattnet flödar genom totalt 3 vattendrag innan det når havet efter 74 kilometer. Avrinningsområdet består mestadels av skog (80 procent) och sankmarker (16 procent). Avrinningsområdet har 0,88 kvadratkilometer vattenytor vilket ger det en sjöprocent på 3,3 procent.